# Llutxent
Llutxent è un comune spagnolo di 2 455 abitanti situato nella comunità autonoma Valenciana.